# 沉错
沉错（藏語：གྲེམས་མཚོ།，威利转写：grems mtsho，THL：Drem Tso）是位于中国西藏自治区山南市浪卡子县境内的一个湖泊，地处浪卡子县西北部，湖面海拔4438米，面积39.1平方公里。第四纪时期与羊卓雍错、空母错为同一湖泊，后水位下降，湖泊分离。湖水主要依靠地表径流补给，集水区面积128.9平方公里，补给系数3.3。